# Projektassistenz
Der Projektassistent ist ein „Mitarbeiter, der nach Weisung der Projektleitung Aufgaben im Rahmen des Projektmanagements übernimmt, wobei die sachliche Verantwortung bei der Projektleitung liegt“ (DIN 69905). Projektassistenten sind in fast allen Wirtschaftszweigen zu finden.

## Aufgaben der Projektassistenz
- Betrieb des Projektsekretariats[3]: Bearbeitung der eingehenden Korrespondenz: Weiterleitung und Ablage von Mails, Briefen etc., das Führen der Projektablage
- Vor- und Nachbereitung von Team-Besprechungen
- Vereinbarung von Terminen
- Vertretung der Projektleitung bei Abwesenheit
- Expediting d. h. die Terminkontrolle bei Zulieferern
- allgemeine organisatorische Tätigkeiten wie z. B. die Organisation von Dienstreisen und Schulungen für die Projektmitarbeiter
- Vorbereitung von Präsentationen über den Projektstand

## Ausbildung
Je nach Anforderungen des konkreten Projektes ist die Ausbildung zum Euro-Fremdsprachenkorrespondent oder Fachkaufmann für Büromanagement verbunden mit einer Fortbildung in Projektmanagement eine gute Grundlage für dieses Berufsbild.